# Bistum Bomadi
Das Bistum Bomadi (lateinisch Dioecesis Bomadiensis) ist eine in Nigeria gelegene römisch-katholische Diözese mit Sitz in Bomadi.

## Geschichte
Papst Johannes Paul II. errichtete am 17. März 1991 aus Gebietsabtretungen der Bistümer Port Harcourt und Warri die Mission sui juris Bomadi. Die Erhebung der Mission sui juris zum Apostolischen Vikariat Bomadi erfolgte am 15. Dezember 1996.
Am 21. September 2017 erhob Papst Franziskus das Apostolische Vikariat Bomadi zum Bistum und unterstellte es dem Erzbistum Benin City als Suffraganbistum.
Das Bistum Bomadi umfasst den Bundesstaat Delta.

## Ordinarien

### Superiore von Bomadi
- Thomas Vincent Greenan SPS, 1991–1997

### Apostolische Vikare von Bomadi
- Joseph O. Egerega, 1997–2009
- Hyacinth Oroko Egbebo MSP, 2009–2017

### Bischöfe von Bomadi
- Hyacinth Oroko Egbebo MSP, seit 2017